# برایوویچی
برایوویچی (به لاتین: Brajovići) یک منطقهٔ مسکونی در مونته‌نگرو است که در شهرداری دانیلوگراد واقع شده‌است. برایوویچی ۲۹۶ نفر جمعیت دارد.